# Wakenaam
Wakenaam is een riviereiland in de monding van de Essequibo met de Atlantische Oceaan. Het eiland behoort tot de regio Essequibo Islands-West Demerara van Guyana, en is een van de grootste riviereilanden. Het bevindt zich ongeveer 38 km ten westen van Georgetown. Het eiland is ongeveer 28 km2 groot, telt 14 bewoonde dorpen. In 2016, had het eiland ongeveer 4.000 inwoners.

## Geschiedenis
Volgens Guyana Chronicle is Wakenaam een verbastering van het Nederlands en betekent "wachten op een naam". In 1690 verhuisden plantagehouders uit de Nederlandse Essequebo kolonie naar Wakenaam, omdat Forteiland door de Fransen bezet werd. In 1716 werd Wakenaam veroverd door het Verenigd Koninkrijk, en werden meer plantages gesticht op het eiland. Op het hoogtepunt in de 18e eeuw bevonden zich 29 suikerrietplantages op Wakenaam.
Wakenaam ontwikkelde zich tot een agrarische gemeenschap met vele dorpjes waarvan Good Success, Sans Souci, Melville, Belle Plaine en Sarah de belangrijkste zijn. Er zijn veel kleine boerderijen die doen aan zelfvoorzieningslandbouw, en grote landbouwbedrijven die voornamelijk rijst en kokosnoten produceren. Het eiland heeft 17.000 inwoners gehad, maar velen zijn sinds de jaren 1980 vertrokken. In 2016 werd de bevolking geschat op een 4.000 inwoners. Wakenaam bevat ook spookdorpjes als Amersfort waar de huizen nog staan, maar de bewoners zijn weggetrokken.

## Overzicht
Wakenaam heeft elektriciteit, water en verbinding met het internet. Er is een rondweg om het eiland gebouwd. Het heeft 4 basisscholen, een middelbare school, een ziekenhuis en een gemeentehuis. Het dorp Sans Souci heeft de meeste voorzieningen.

## Transport
De veerboot uit Parika, die Wakenaam met Georgetown en het oostelijk kustgebied verbindt, komt aan bij de Wakenaam Ferry Stelling. Het eiland is ook te bereiken met de speedboot vanaf Supenaam in de westelijke helft van Guyana. Wakenaam had een vliegveld, maar het is inmiddels verlaten en overwoekerd.

## Foto's

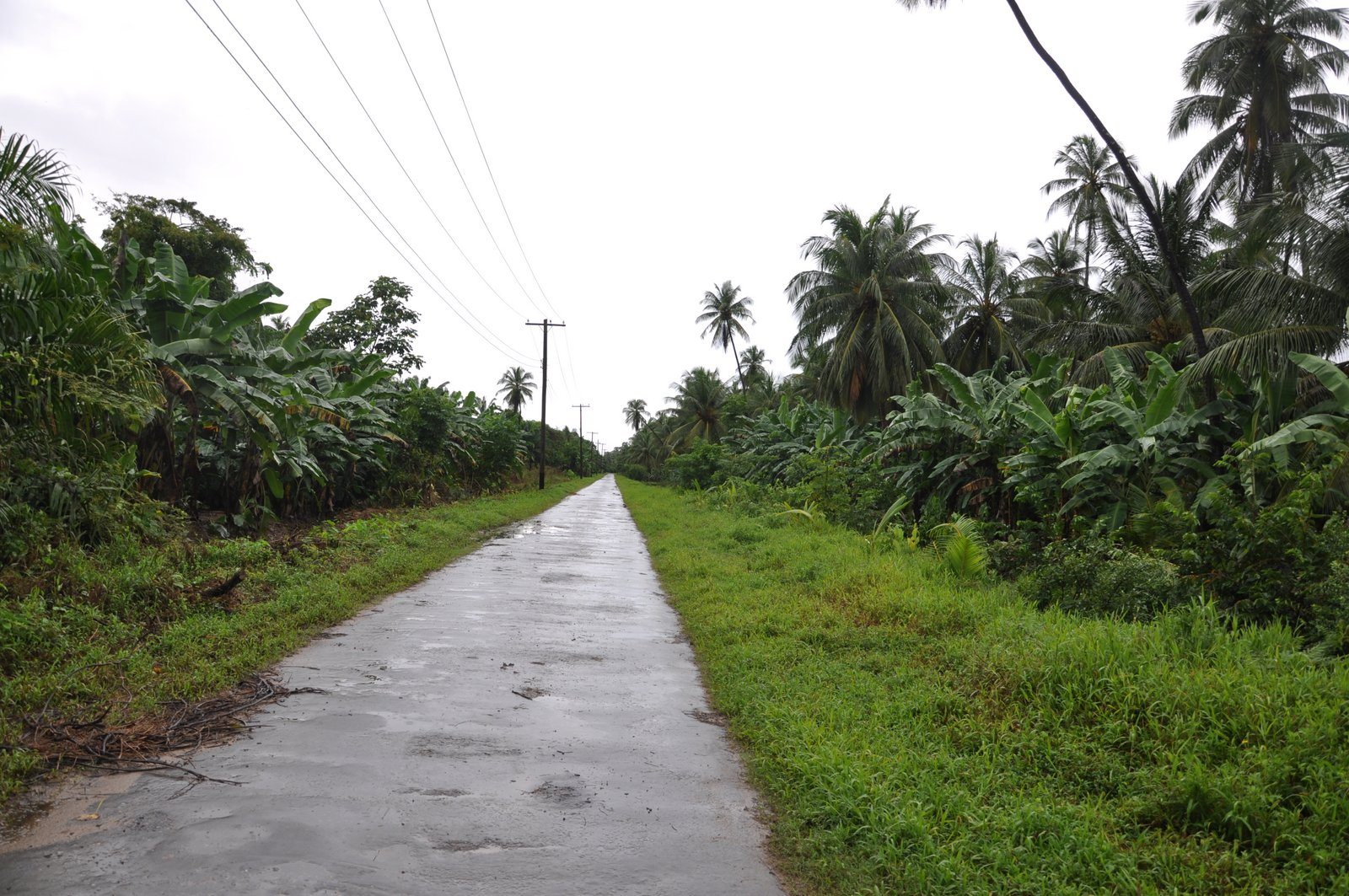
Kokosbomen en bananen
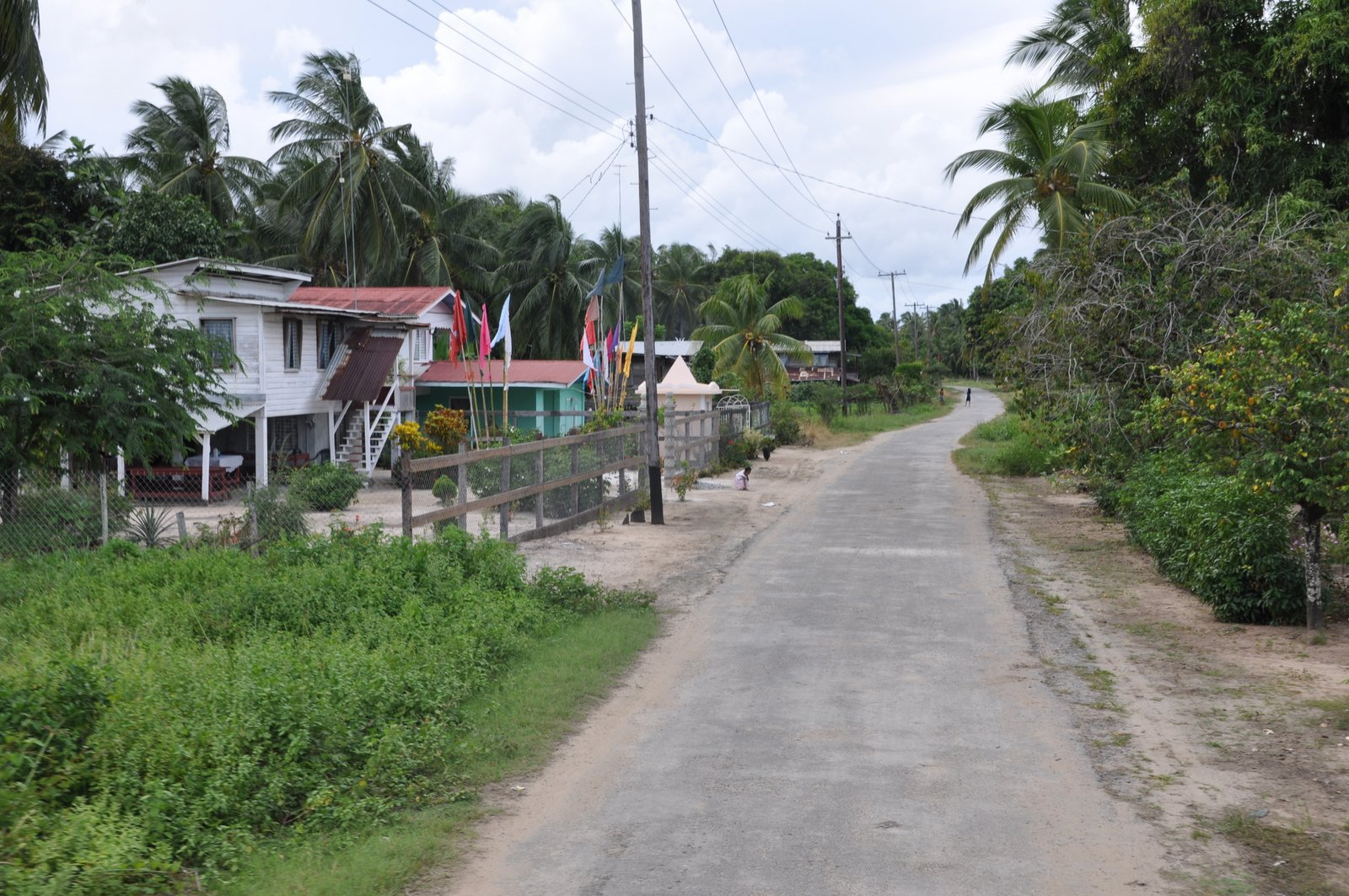
Straat in Wakenaam
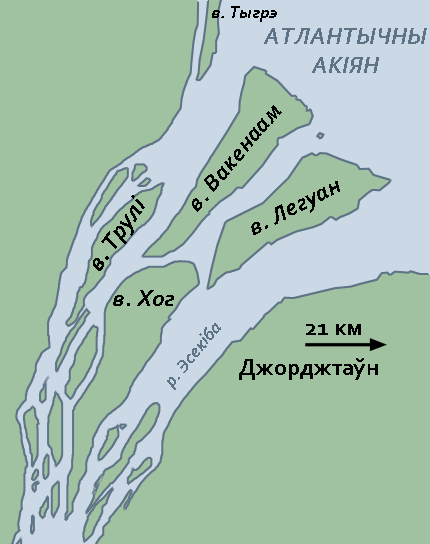
Russische kaart Вакенаам = Wakenaam

Forteiland · Goed Fortuin · Leonora · Met-en-Meerzorg · Parika · Tuschen · Uitvlugt · Vreed en Hoop · Wakenaam · Windsor Forest · Zeeburg